# Peak Range
Die Peak Range, auch Peak Range Volcano oder regional The Peaks genannt, ist ein Gebirgszug, der sich über 100 Kilometer Länge im zentralen Queensland in Australien erstreckt. Er ist etwa 45 Kilometer von Clermont entfernt.

## Entdeckungsgeschichte
Im Februar 1845 entdeckte und benannte der preußische Entdeckungsreisende Ludwig Leichhardt die Peak Range auf seiner ersten Australienexpedition in den Jahren 1844 bis 1845. Er benannte den Gilbert Dom nach dem Naturforscher John Gilbert. Den Brown Peak nannte er nach dem Aborigine Harry Brown und den Charley Mountain nach dem Aborigine Charley Fisher, beide Expeditionsmitglieder. Den Ropers Peak benannte er nach dem Expeditionsmitglied John Roper, den Calvert Peak nach James Calvert und den Mount Phillip nach dem Sträfling William Phillips, einem weiteren Expeditionsmitglied.
Weitere Berge benannte Leichhardt seinen Fördern Helenus Scott (Scott Peak), William Macarthur (Mount Macarthur), Edward Lord (Lord Table Mountain), John Fletcher (Fletcher Awl) und John Campbell (Mount Campbell).

## Landschaft
Es handelt sich um einen Gebirgszug, der durch Vulkanismus entstand und sich über ein Gebiet von 2500 Quadratkilometer erstreckt, das auch flache vulkanische Gebiete umfasst. Die Peak Range entstand durch Vulkanausbrüche vor 27 bis 35 Millionen Jahren. Heute sind die Vulkane erloschen.
Die höchste Erhebung ist der Browns Peak, der sich auf 807 Meter erhebt. Der Anvil Peak und Malvern Hill und sind weitere nennenswerte Berge dieses Gebirgszugs.
Der Peak-Range-Nationalpark erstreckt sich über große Teile des Gebirgszugs.